# Maximilien d’Erp
Maximilien d’Erp de Holt et Baerlo (*  1847; † 1936) war ein belgischer Diplomat und Botschafter beim Heiligen Stuhl.

## Leben
Maximilien d’Erp war von Mai 1896 bis Februar 1915 Botschafter beim Heiligen Stuhl.
1899 trat er auf Anraten von Baron Carl de Vinck de Deux-Orp (* 1859; † 1931), von 1897 bis 1899 belgischer Gesandten in Peking, der Kongregation für die Evangelisierung der Völker bei und drang auf die Entsendung eines Kaplans in die belgische Kolonie in Peking-Hankou.
1906, nach dem Tod des Erzbischofs von Mecheln Petrus-Lambertus Goossens, erhielt d’Erp von der Regierung in Brüssel die Weisung, die Kandidatur von Désiré-Joseph Mercier zu unterstützen.